# Ravan Dahan

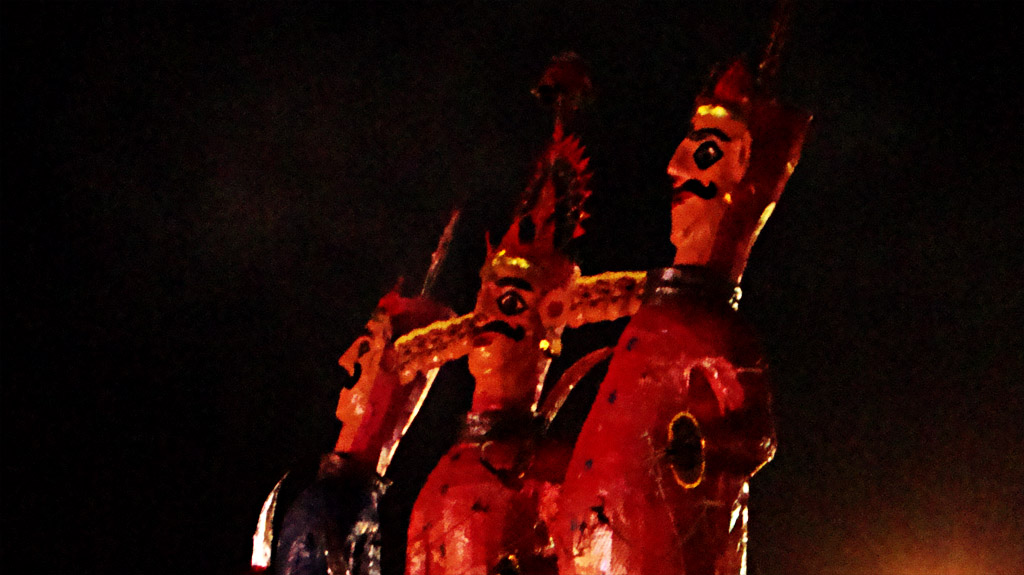
Ravan Dahan in Beawar, 1012

Ravan Dahan ist ein wichtiges Ritual im Rahmen des hinduistischen Festes Dussehra (auch Vijayadashami genannt). Es symbolisiert den Sieg des Guten über das Böse und wird durch das Verbrennen der Bildnisse (Effigien) des Dämonenkönigs Ravana, seines Bruders Kumbhakarna und seines Sohnes Meghnath dargestellt. Dieses Ritual ist in vielen Teilen Indiens verbreitet und wird mit großer Feierlichkeit begangen. Ravana Dahan wird traditionell am zehnten Tag des Hindu-Monats Ashwin (September/Oktober) während des Dussehra-Festes gefeiert. Es markiert den triumphalen Moment, in dem Lord Rama Ravana besiegt, wie im Epos Ramayana beschrieben.

## Geschichte

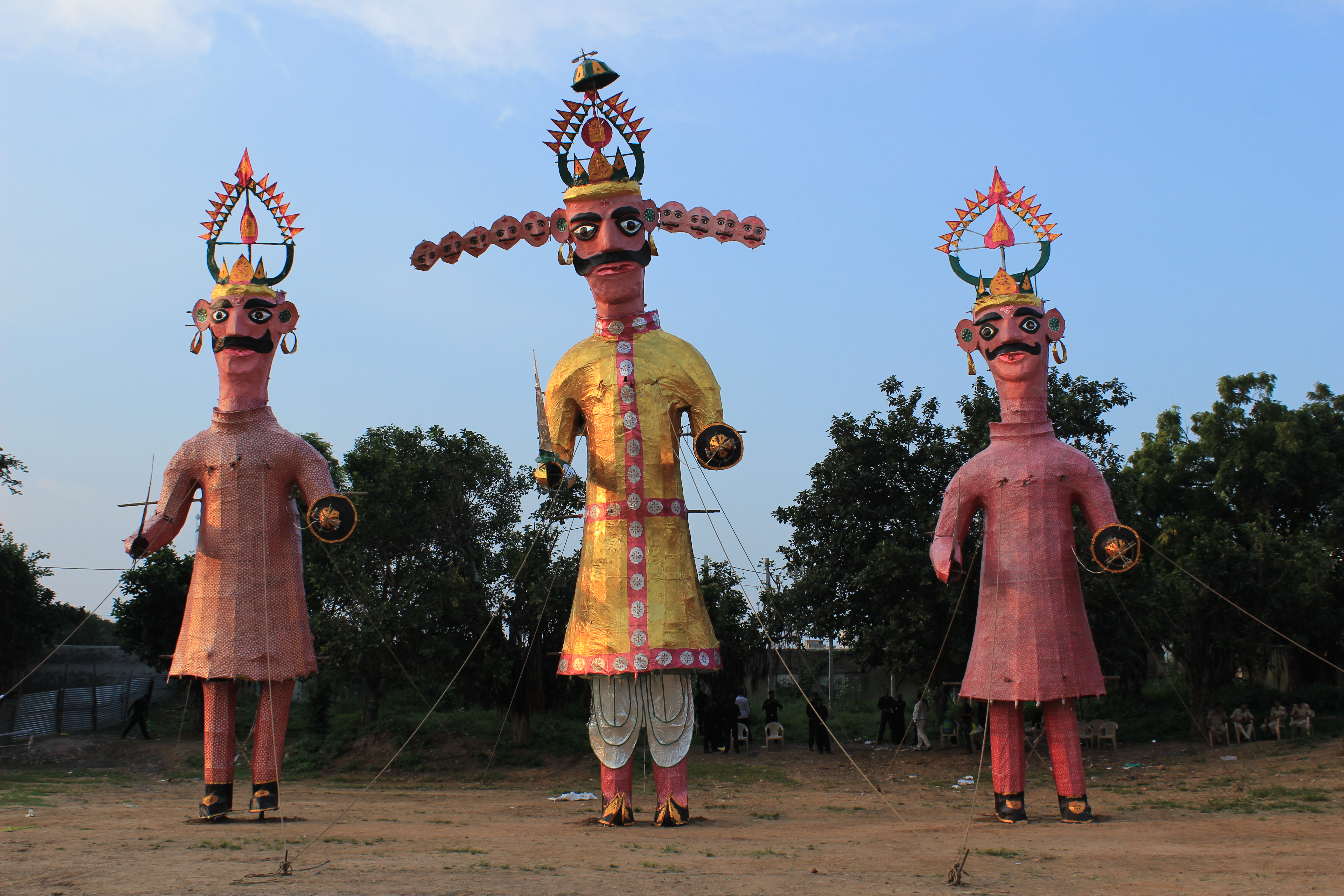
Ravana, sein Bruder Kumbhakarna und sein Sohn Meghnath, 2008

Die Tradition des Ravana Dahan hat ihre Wurzeln im Ramayana, einem der bedeutendsten Epen der hinduistischen Literatur. In dieser Erzählung entführt Ravana Sita, die Frau von  Lord Rama, was zu einem epischen Krieg führt, in dem Rama schließlich Ravana besiegt. Das Verbrennen von Ravanas Bildnis symbolisiert diesen Sieg des Guten über das Böse. Die Praxis des Ravana Dahan ist relativ neu und wurde nach der Unabhängigkeit Indiens populär. Das erste Ravana Dahan fand 1948 in Ranchi statt und wurde von Flüchtlingen aus Pakistan organisiert. In Delhi fand der erste dokumentierte Ravana Dahan 1953 auf dem Ramleela Maidan statt. In Nagpur wurde die Tradition ebenfalls 1948 mit der Errichtung eines 35 Fuß hohen Ravana Putla (Bildnis) eingeführt.

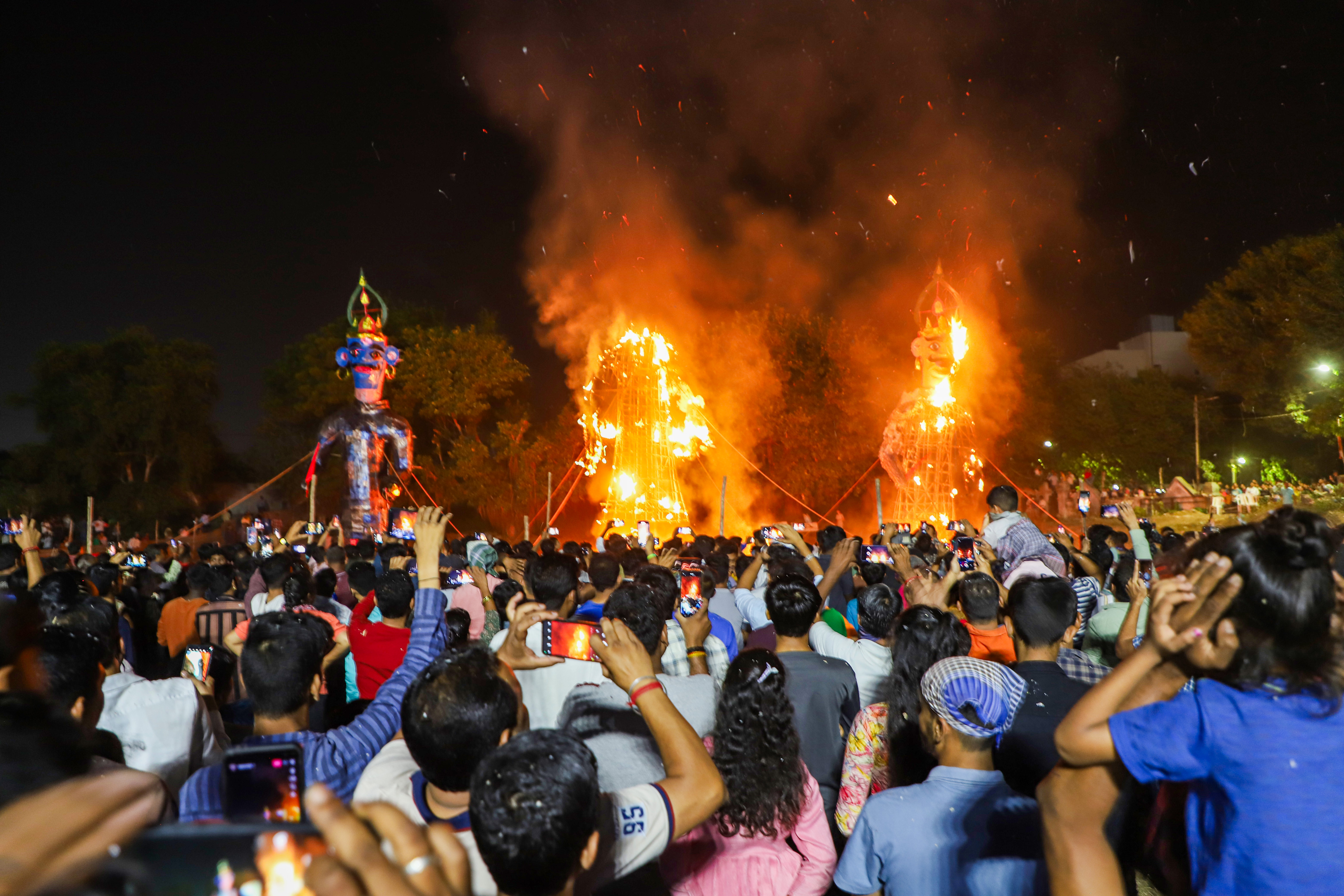
Ravana Dahan, 2023

Traditionell werden Ravana-Darstellungen aus Bambus, Stoffen, Seilen und Papier hergestellt. In neuerer Zeit werden auch moderne Materialien wie Fiberglas verwendet. Die Größe der Statuen variiert je nach Ort und Anlass. In Chandigarh zum Beispiel wurde 2019 eine 221 Fuß hohe Ravanastatue errichtet, für die mehr als 150 Personen und 12 Stunden Arbeit erforderlich waren. In Udaipur werden die Statuen von muslimischen Handwerkern aus Mathura hergestellt, was die kulturelle Vielfalt und Zusammenarbeit in Indien unterstreicht.